# Dieter Hesselberger
Dieter Hesselberger (* 12. Juli 1939 in München; † 15. Mai 2003) war von 1985 bis zu seinem Tode Richter am Bundesgerichtshof.

## Leben und Wirken
Nach Beendigung der juristischen Ausbildung trat Hesselberger 1968 in den Justizdienst des Freistaats Bayern ein. Er war zunächst bis 1969 als Gerichtsassessor an das Bayerische Justizministerium abgeordnet, ehe er zur Staatsanwaltschaft beim Landgericht Nürnberg-Fürth wechselte. Von 1970 bis 1973 folgte eine weitere Abordnung an das Bundesverfassungsgericht. Ab 1974 war Hesselberger als Richter am Landgericht Nürnberg-Fürth tätig. Im März 1979 folgte seine Ernennung zum Richter am Oberlandesgericht Nürnberg.
Seit seiner Ernennung zum Richter am Bundesgerichtshof 1985 gehörte Hesselberger dem II. Zivilsenat an, seit März 1992 als dessen stellvertretender Vorsitzender.
Dieter Hesselberger verfasste einen laienverständlichen Grundgesetz-Kommentar, der ab 1975 in 13 Auflagen erschien, und war mit Gerhard Leibholz und Hans-Justus Rinck Herausgeber eines wissenschaftlichen Grundgesetz-Kommentars.